# С-54
С-54 / С-55 / С-56 — проект семейства лёгких боевых самолётов ОКБ Сухого.

## История
В начале 1990-х годов в ОКБ Сухого началась разработка лёгкого многофункционального самолёта (в противовес микояновскому ЛФИ, разрабатывавшемуся параллельно с МФИ), точнее целой группы из 3-х машин: С-54, С-55, С-56. Данному семейству самолётов первоначально отводилась роль сверхзвукового учебно-боевого истребителя для разных родов войск, сейчас же этому семейству отводится несколько ролей: лёгкий многофункциональный истребитель, как сухопутный для авиации, так и палубный для флота; самолёт переобучения лётного состава на современные типы ЛА и отработки взлёта и посадки на авианесущие корабли; экспортный ЛМФИ.
Финансовые проблемы середины 1990-х годов заставили ОКБ временно заморозить проект, однако уже в начале XXI века в фирме вспомнили о проекте, тем более, что можно было заполучить заказ на комплектование крыла индийского авианосца «Vikramiditya», однако Индия предпочла уже летающие, проверенные МиГ-29К.
Проектирование самолёта велось до 1991 года, было прекращено в 1992 году Указом Президента России и подано как мирная инициатива.

## С-54
С-54 выполнен по схеме однодвигательный интегральный моноплан с двухкилевым хвостовым оперением и дополнительными передними рулевыми поверхностями для управления по тангажу, с адаптивным крылом. С самого начала в конструкцию самолёта было вложено всё, что потом бы ускорило создание палубного варианта: возможность установки усиленного шасси, заложенные в конструкцию возможности установки гака, возможность быстрого создания складывающего крыла, усиленная антикоррозийная защита.

Первоначально предполагалась установка двигателя Р-195ФС, а впоследствии возможна установка и АЛ-31Ф, с управляемым вектором тяги, с которым самолёт будет способен преодолевать звуковой барьер без включения форсажа.
Тактико-технические характеристики
На самолётах С-54/55/56, в отличие от американских истребителей пятого поколения, не предусмотрено широкое применение средств снижения радиолокационной заметности. Радиолокационную заметность предполагается уменьшить за счёт снижения числа выступающих деталей, более тщательного сопряжения подвесного вооружения и планера, а также применения радиопоглощающих покрытий и материалов.
Силовая установка — самолёт планировалось оснастить одним двигателем типа АЛ-31 с трёхмерной системой управления вектором тяги. С этим двигателем самолёт мог преодолевать звуковой барьер без включения форсажа. Во внутренних баках самолёта размещалось 4500 кг топлива

## С-55
Изначально на двухместном варианте С-55 предполагалось использование поперечного размещения кресел лётчиков (как на Су-24, Су-34 и Су-33УБ). Однако позже появился вариант с тандемным расположением пилотов.
Тактико-технические характеристики
- Размах крыла: 9,80 м
- Длина: 12,30 м
- Высота: 4,47 м
- Площадь крыла: 26,42 м²
- Масса:
  - пустого самолёта: 4790 кг
  - максимальная взлётная: 9410 кг
- Тип двигателя: ТРДДФ Р-195ФС
- Тяга:
  - номинальная: 4200 кгс
  - на форсаже: 6200 кгс
- Максимальная скорость:
  - на высоте: 1660 км/ч
  - у земли: 1200 км/ч
- Практическая дальность: 2000 км
- Практический потолок: 18 000 м
- Экипаж: 1 или 2 чел.

## С-56
Согласно проекту, С-56 — одноместный однодвигательный интегральный моноплан с двухкилевым хвостовым оперением и дополнительными передними рулевыми поверхностями для управления по тангажу.
В С-56 воплощены конструкторские решения, которые позволили бы принципиально повысить самолётовместимость современных авианосцев. В стояночном состоянии габариты самолёта во фронтальной проекции не должны были превышать 3×3 метра, что позволило бы разместить на авианосцах в 2—3 раза больше самолётов при минимальной переделке самого корабля. Столь существенное уменьшение стояночных габаритов истребителя потребовало введения оригинальных конструкторских решений, таких, как дважды складывающиеся крылья, особые конструкции шасси, позволяющие самолёту «приседать» на стоянке, практически «ложась на брюхо».